# James W. McCord, Jr.
James W. McCord, Jr. (* 26. Januar 1924 in Waurika, Jefferson County, Oklahoma; † 15. Juni 2017 in Douglassville, Pennsylvania) war einer der fünf Einbrecher in das Watergate-Gebäude und damit eine der zentralen Figuren der Watergate-Affäre.

## Leben
Seine Schulzeit verbrachte er an der McLean und Electra High-School in Texas. 1949 erhielt er sein Betriebswirtschaftsdiplom an der University of Texas. 1965 errang er den Master of Science an der George Washington University. Von 1942 bis 1943 war er beim FBI in New York und Washington, D.C., wo er mit Rundfunküberwachungsaktionen befasst war. Von 1943 bis 1945 diente er beim US Army Air Corps. Zwischen 1948 und 1951 wurde er beim FBI als Sonderagent in San Diego und San Francisco eingesetzt. Bei der CIA war er als Chef der Abteilung Personenschutz von 1951 bis 1959. Von 1962 bis 1964 war er in leitender Position für die CIA in Europa tätig.
McCord erhielt vom damaligen Direktor der CIA, Richard Helms, den Distinguished Service Award für hervorragende Pflichterfüllung. 1970 schied er nach 25 Jahren aus dem Bundesdienst aus. McCord war in seiner Eigenschaft aber nicht nur ein Techniker, sondern ein Profi in Beurteilungen von Persönlichkeiten. In dieser Eigenschaft gehörte er beispielsweise dem Verhörteam an, das den Piloten der U-2 verhörte, die 1959 über der iranisch-sowjetischen Grenze abgeschossen worden war. Der frühere CIA-Chef Allen Welsh Dulles nannte McCord einmal „meine beste Kraft.“
Nach seinem Ausscheiden aus den Bundesdienst machte er sich zunächst selbständig, bevor er von Jack Caulfield und Al Wong zum Sicherheitschef von CRP vorgeschlagen wurde. Er wurde von Gordon Liddy als neuer Sicherheitschef angeheuert, insbesondere weil er sich mit elektronischer Spionage sehr gut auskannte.

## Rolle in der Watergate-Affäre
Am 27. Mai 1972, beim ersten Einbruch in das Watergate-Hotel, die Zentrale der Demokraten, installierte McCord die Wanzen in das Telefon von Larry O’Briens Sekretärin Fay Abel und in das Telefon von Spencer Oliver, dem damaligen Geschäftsführer der Organisation der Demokratischen Parteivorsitzenden der Einzelstaaten. Die erste Wanze funktionierte unzuverlässig, und über das angezapfte Telefon wurden nur unwichtige Gespräche geführt. Die zweite Wanze funktionierte überhaupt nicht. Aus diesem Grund wurde ein zweiter Einbruch vom Justizminister John N. Mitchell befohlen – was dieser später jedoch bestritt. Beim zweiten Einbruch verklebte McCord die Tür in der Tiefgarage, damit sie nicht schloss. Später, als die Luft scheinbar rein war, schlichen sich die fünf Einbrecher in die Tiefgarage. Dort stellten sie aber fest, dass die Klebebänder an der Tür entfernt worden waren. Die Aktion wurde trotzdem nicht abgebrochen und es wurden neue Klebebänder an der Tür angebracht und der Einbruch wurde fortgesetzt. Die neuen Klebebänder wurden erneut vom Sicherheitsdienst entdeckt und die Polizei wurde alarmiert. Sie nahm dann die Einbrecher fest.
Im Watergate-Prozess plädierte McCord auf „nicht schuldig“. Der Bundesrichter John Sirica glaubte von Anfang an nicht daran, dass die Einbrecher alleine gehandelt hatten. Wegen der Androhung einer hohen Gefängnisstrafe übergab der Mitangeklagte James W. McCord dem Richter schließlich einen Brief. Diesen Brief las der Richter laut dem anwesenden Publikum vor. Darin bestätigte McCord:
1. dass die Einbrecher aufgrund politischen Drucks bis dahin geschwiegen hatten
2. dass McCord deswegen einen Meineid geschworen hatte
3. dass noch andere, politische Personen in den Einbruch verwickelt waren.

Darauf brach ein Tumult im Gerichtssaal aus. Dieser Brief war der erste Riss in der Vertuschungsaktion des Weißen Hauses. Somit war diese Gerichtsverhandlung nicht das Ende, sondern der Anfang des Skandals. McCord wurde daraufhin gegen eine vergleichsweise milde Kaution von 100.000 Dollar auf freien Fuß gesetzt. McCord soll 25.000 Dollar aus dem Schmiergeldfonds des Komitees zur Wiederwahl des Präsidenten zur Bezahlung seiner Anwälte bekommen haben. Er schrieb später ein Buch über den Einbruch: The Watergate Story: Fact and Fiction.